# گاردنر دنور
گاردنر دنور (انگلیسی: Gardner Denver) شرکت ماشین‌آلات آمریکایی است، که در سال ۱۸۵۹ تأسیس شد.